# Mieczysław Gierszewski
Mieczysław Gierszewski (ur. 21 listopada 1954 w Gdyni) – polski piłkarz, obrońca, trener piłkarski.

## Kariera
Był wychowankiem Arki Gdynia, gdzie zdążył zadebiutować w pierwszej drużynie. Następnie przeszedł do Bałtyku Gdynia, gdzie w latach 1975-1993, z przerwami na wyjazd do USA i Austrii, rozegrał 404 ligowe spotkania, w tym 167 w I lidze, zdobywając w niej 2 bramki. Rekordzista występów w całej historii Bałtyku.
Po zakończeniu kariery piłkarskiej został trenerem. Prowadził zespół juniorski Bałtyku Gdynia, z którym zdobył III miejsce w Mistrzostwach Polski U-17, pokonując w meczu o brąz zespół Amiki Wronki 3:0. W piłce seniorskiej najdłużej był trenerem Orląt Reda. Trenował także piłkarzy Kaszubii Kościerzyna, Arki Gdynia, Cartusii, Zatoki Puck i Orkana Rumia. Obecnie pracuje z juniorami UKS Cisowa.